# Итальянская война (1536—1538)
Итальянская война (1536-1538) - конфликт между королем Франции Франциском I и Карлом V, королем Испании и императором Священной Римской империи. Война велась за контроль над территориями в Северной Италии, в частности, за Миланское герцогство. В ходе конфликта как французские войска вторгались в Северную Италию, так и испанские войска вторгались во Францию. Перемирие в Ницце, подписанное 18 июня 1538 года, завершило военные действия, в результате чего Турин оказался во французских руках, но других существенных изменений на карте Италии отмечено не было. В целом, Испания увеличила свой контроль над Италией, что означало конец итальянской независимости. Война усилила вражду между Испанией и Францией, а также наладила связи между Францией и Османской империей, которая воевала на стороне Франциска I.

## Причины
В 1500 году Людовик XII заключил соглашение с Фердинандом II Арагонским о разделении Неаполитанского королевства, и король Неаполя Федериго был низложен. Это соглашение было утверждено Гранадским договором и вызвало резкую критику со стороны влиятельных фигур, таких как Никколо Макиавелли, чье мнение было подхвачено многими гражданами Италии. Неаполитанское королевство было поделено между Францией и Испанией. С этого времени Испания стала равноправным конкурентом французов в борьбе за господство в Италии, которая обострилась с приходом к власти Карла V, объединившего короны двух самых мощных империй того времени - Священной Римской империи и Испании . Франция стал естественным врагом этого альянса.
Война началась после смерти в 1535 году Франческо II Сфорцы, последнего герцога Милана. Сфорца не имел детей и умер от долгой и мучительной болезни, и наследником его владений стал Карл V, чья племянница, Кристина Датская, была женой Франческо. Карл V немедленно объявил Ломбардию владением испанской короны. В итальянских государствах это известие было встречено спокойно. Однако против перехода Ломбардии к испанцам выступил французский король Франциск I, предъявивший ответные претензии на Милан и Савойю, чтобы не допустить усиления Карла. 
Французы в поисках союзников впервые в своей истории направили посла Жана де ла Форе в Стамбул и смогли добиться успеха в налаживании связей с султаном. Форе обеспечил Франциску I союз с Османской империей.

## Ход войны
Когда сын Карла V Филипп унаследовал герцогство, Франциск I вторгся в Италию. Филипп Шабо, французский генерал, ввел свою армию в Пьемонт в марте 1536 года и в следующем месяце захватил Турин, но он не сумел овладеть Миланом. В ответ Карл вторгся во французский Прованс, дойдя до Экс-ан-Прованса, но был остановлен маневрами французской армии у Марселя. После этого Карл удалился в Испанию, решив не нападать на сильно укрепленный Авиньон. Существует также легенда, что французские войска намеренно оставили испанцам перезрелые плоды на деревьях в попытке спровоцировать в испанской армии дизентерию.
В то время как Карл V был занят боевыми действиями на территории Франции, он потерял из внимания события в Италии. Там армии Франциска I в Пьемонте получили серьезные подкрепления и направились к Генуе. Союзный франко-турецкий флот находился в Марселе до конца 1536 года, угрожая Генуе, планируя синхронизировать атаку на город с сухопутными войсками. К сожалению для французов и османов, когда они прибыли к Генуе в августе 1536 года, они застали город сильно укрепленным. Вместо штурма Генуи французы двинулись в Пьемонт, где захватили несколько городов. В 1537 году Хайр-ад-Дин Барбаросса совершил налет на итальянское побережье и начал осаду Корфу, но это не слишком помогло французам.
Оказавшись между турками и французами, и не одерживая побед на поле боя, Карл V был вынужден пойти на мирные переговоры. 18 июня 1538 года было заключено Ниццкое перемирие.

## Результаты
Перемирие в Ницце закончило войну, оставив Турин во французских руках, но не затронув других регионов Италии. Перемирие было примечательно тем, что Карл и Франциск отказались находиться в одной комнате из-за взаимной ненависти. Папа Павел III был вынужден вести переговоры, переходя из комнаты в комнату и пытаясь достичь соглашения между двумя лидерами. Продолжение конфликта с турками обернулось для Карла V лишь неудачами, в частности, поражением в битве при Превезе 28 сентября 1538 года.
В целом, Испания приобрела значительный контроль над Италией. Эта итальянская война означала окончание независимости для нескольких итальянских государств, большая часть Апеннинского полуострова попала под влияние иностранных монархов. Политическая раздробленность Италии, а также отсутствие единого ответа на давление со стороны Франции и Испании, сделали регион очень восприимчивым к европейской политике и иноземным нашествиям. Будущие итальянские войны вытекают из этого конфликта, в частности Итальянская война (1542—1546). 
Эта война усилила рознь между испанцами и французами, и они будут продолжать бороться за контроль над территориями и влияние по всему миру. Так, даже после смерти Франциска I в 1547 году, Генрих II, преемник Франциска, продолжил агрессивную политику против Империи и Испании. Война ослабила противников и в финансовом отношении. Итальянская война 1536-1538 годов также укрепила союз между османами и французами, основанный на стремлении обеих наций помешать планам Карла V и создать ему войну на два фронта.